# Pierre-Maurice Bogaert
Pierre Bogaert OSB, né à Etterbeek (Bruxelles) le 9 septembre 1934, est un bénédictin belge de l'abbaye de Maredsous, professeur émérite d'Ancien Testament à l'Université catholique de Louvain et codirecteur de la Revue Bénédictine. Ses recherches portent principalement sur la transmission ancienne de la Bible et sur ses versions (Septante, anciennes versions latines, y compris les anciennes traductions françaises), spécialement sur Jérémie et Judith.

## Biographie

### Formation
Pierre-Maurice Bogaert a suivi des études universitaires à l’Institut Saint-Louis de Bruxelles (philologie classique), à la Faculté de théologie catholique de Strasbourg, à l’Université hébraïque de Jérusalem, et à l'Institut Biblique pontifical de Rome, où il a obtenu une licence en Écriture Sainte. En 1969, il soutient un doctorat d’État en théologie à Strasbourg avec une thèse intitulée L’Apocalypse syriaque de Baruch. Introduction, traduction et commentaire.

### Enseignement
De 1970 à 1999, il enseigne à la Faculté de théologie et à l’Institut orientaliste de l’UCLouvain, contribuant à former plusieurs générations de biblistes et de théologiens. En 1988, il est professeur invité à l’École normale supérieure de Paris (rue d’Ulm), et en 1993 et 1994, il prononce les Grinfield Lectures on the Septuagint à l’université d’Oxford.

## Prix
Reconnu pour ses contributions à l’étude des textes bibliques, Pierre-Maurice Bogaert a reçu en 2005 la Burkitt Medal for Biblical Studies décernée par la British Academy.

## Œuvres
Pierre-Maurice Bogaert est l’auteur ou le coéditeur de nombreux ouvrages et articles spécialisés. Parmi ses contributions importantes :
- Bulletin de la Bible latine (Supplément à la Revue bénédictine), t. V (1955-1973), t. VI (1974-1992), t. VII (1995-2021).
- Apocalypse de Baruch. Introduction, traduction du syriaque et commentaire (Sources Chrétiennes, 144-145), Paris, Cerf, 1969.
- avec J.-Cl. Haelewyck : Vetus Latina. 7/2. Judith, Freiburg, Herder, 2001-2020.
- Le livre de Jérémie en perspective. Les deux rédactions conservées et l’addition du supplément sous le nom de Baruch (BETL 308), Leuven, Peeters, 2020.
- (dir.) Les Bibles en français. Histoire illustrée du moyen âge à nos jours, Turnhout, Brepols, 1991.
- (dir.) Le livre de Jérémie. Le prophète et son milieu. Les oracles et leur transmission (BETL 54), Leuven, 1981, rééd. 1997.